# Chabad
Chabad (Hebreeuws: חב״ד) of Lubavitch (Jiddisch: ליובאוויטש, Ljoebavitsj) is een van de grootste chassidische bewegingen ter wereld. Deze werd gesticht in 1775.
Het woord Chabad is een acroniem voor de woorden chochma (wijsheid), biena (verworven kennis) en da’at (kennis). De hoofdstroming van Chabad is Lubavitch, die vaak wordt aangeduid met de naam Chabad-Lubavitch. De namen Chabad en Lubavitch worden afwisselend gebruikt: soms een van de twee, soms beide. Het hoofdkwartier van Lubavitch is gevestigd in de wijk Crown Heights, in Brooklyn (New York), waar circa 15.000 volgelingen wonen. In Israël heeft de beweging een eigen dorp, Kfar Chabad, dicht bij de Luchthaven Ben-Gurion bij Tel Aviv. De Malachim-beweging is een afsplitsing van Chabad. Andere Chabad-sekten waren Strashelye, Kopust, Liad, Niezhin, Avrutch en Liozna.

## Chabad-Lubavitch
Het Chabad chassidisme werd in 1775 gesticht door Rabbi Shneur Zalman van Liadi (1745–1812). De alternatieve naam Lubavitch Chassidisme verwijst naar het plaatsje Lubavitch, waar de beweging is ontstaan.
De Lubavitch heeft in totaal zeven spirituele leiders gehad, in het chassidisme rebbe genoemd. De zevende en laatste Lubavitcher rebbe, rabbijn Menachem Mendel Schneerson, is in 1994 overleden. Hij besloot, in navolging van een door zijn voorganger rabbijn Yosef Yitzchak Schneerson begonnen project, zijn volgelingen over de hele wereld te sturen om nieuwe religieus-joodse gemeenschappen te stichten om zo seculiere joden te motiveren religieuze geboden (mitswot) te volgen. Thans werken over de hele wereld verspreid ongeveer 10.000 Lubavitcher chassidim in de uitreikingstaak.
Na het overlijden van de zevende rebbe heeft de beweging geen nieuwe leider gekregen. De rebbe had geen zonen, en volgens velen in de beweging zou de zevende rebbe de laatste zijn voor de Messias zou komen. Wel is er daarna een aantal nieuwe Chabad-sekten ontstaan. De Malachim is daarvan de enige die naast de Lubavitch nog een rol van enig belang speelt.

### Chabad-Lubavitch in Nederland
Ook in Nederland is Lubavitch aanwezig. Circa de helft van de orthodoxe rabbijnen in Nederland, met name buiten Amsterdam, is lid van Lubavitch. In tegenstelling tot in andere landen hebben zij in Nederland geen aparte gemeenschap naast de bestaande orthodox-joodse gemeenschappen gesticht; de Lubavitcher afgezanten (sjlichim) werken hier binnen het Nederlands-Israëlitisch Kerkgenootschap (NIK), de overkoepelende organisatie van orthodox-joodse gemeenten in Nederland.
In 2015 stichtte rabbijn Moshe Stiefel in Almere een Chabad gemeente nadat het NIK de handdoek in de ring had gegooid.
In Amsterdam is er een succesvol Beth Chabad, dat nauw samenwerkt met andere Joodse instituten. Hiermee houdt Chabad de traditie van samenwerking met andere Joodse instellingen in stand.

## Malachim
De Malachim-beweging, ook gespeld als Malochim of Malukhim, is een afsplitsing van Chabad, gesticht door Rabbi Chaim Avraham Dov Ber Levine HaCohen, (1859/1860 – 1938). Hij werd bekend als "De Malach", wat "De Engel" betekent. Hij was volger van de vijfde Lubavitch-rebbe, Rabbi Sholom Dovber Schneersohn. Met haar uitgesproken anti-zionistische ideologie is de Malachim teruggekeerd naar de chassidische moederbeweging.

## Zionisme
De vijfde Lubavitch-rebbe Sholom Dovber Schneersohn (1860-1920) was een fel anti-zionist. Met de komst van de staat Israël ging Chabad echter een van het algemene chassidisme afwijkende koers varen. In 1947 ontkenden Lubavitcher rabbi's, dat de stichting van een joodse staat iets van doen had met het religieuze verbod om vooruit te lopen op de wederkomst van de Messiah, maar slechts bedoeld was om joden te redden.
De in het keizerrijk Rusland geboren Amerikaanse zevende en laatste Lubavitch-rebbe Menachem Mendel Schneerson (1902-1994) – die naar verluidt nimmer Israël bezocht – beweerde zich niet met politiek te bemoeien en nam daarmee een non-zionistische positie in. In de praktijk waren zijn ideeën echter geheel in overeenstemming met die van het religieus zionisme. Schneerson was fel tegen het opgeven van bezet Palestijns gebied in ruil voor vrede.
Chabad steunt de religieus-zionistische kolonistenbeweging. Terwijl Lubavitch zich traditioneel afzet tegen het seculiere zionisme, staat het dus, in tegenstelling tot de meeste andere bewegingen in het charedische jodendom, zeer vriendelijk ten opzichte van het nationaal-religieus zionisme. In tegenstelling tot andere chassidische bewegingen steunt Lubavitch de staat Israël volledig: sommige Lubavitcher chassidim dienen in het Israëlische leger, en de meeste Lubavitchers zijn fel tegenstander van terugtrekkingen uit de bezette gebieden, zoals in 2005 uit de Gazastrook en een gedeelte van het noordelijke deel van de Westelijke Jordaanoever, alsmede de plannen die premier Olmert sinds begin 2006 klaar heeft liggen voor een verdere terugtrekking uit gebieden op de Westelijke Jordaanoever.
Met name onder de mesjichistische richting onder de Lubavitchers bestaat een verschuiving naar een extreemrechtse religieus-zionistische ideologie, soms zelfs nabij de ideologie van de extreemrechtse Kach-beweging. Mede om deze reden worden Lubavitchers binnen de algemene charedische wereld als afwijkend gezien: de hoofdredenen zijn echter de mesjichistische strekking en hun 'missie'werking onder niet-religieuze joden.

## Mesjichisme
De term mesjichisme wordt hier gebruikt om het verschil duidelijk te maken met de joods-christelijke beweging van de Messiasbelijdende Joden.
In de jaren 90 raakte een groot aantal Chabad-aanhangers ervan overtuigd dat hun rebbe Menachem Mendel Schneerson, de mosjiach (messias) zou worden of zijn. Toen hij in 1994 overleed, ontstond een aanzienlijke mesjichistische beweging. De aanhangers daarvan geloven dat de overleden rebbe weer tot leven zal komen en dan alsnog de mosjiach zal blijken te zijn. Zij accepteren, ook na zijn dood, zijn sterflijkheid niet en schrijven achter zijn naam niet het gebruikelijke acroniem zatzal (zecher tzadik livracha, moge de herinnering van deze rechtvaardige man tot zegen zijn) maar shlita (moge hij nog lange en aangename dagen hebben), wat alleen over levende mensen wordt gezegd, alsmede mhm (Melech Hamosjaich, koning messias).
Met name in Israël en New York is het percentage Lubavitchers dat mesjichistisch is erg hoog.
Vrijwel alle andere charedisch-joodse bewegingen verwerpen deze ideologie. Ook de algemene, officiële Chabad-Lubavitch-beweging verwerpt dit idee.